# 8-й Берлинский международный кинофестиваль
8-й Берлинский международный кинофестиваль прошёл с 27 июня по 8 июля 1958 года в Западном Берлине.

## Жюри
- Фрэнк Капра (председатель жюри)
- Новаис Тешейра
- Жан Мараис
- Пол Рота
- Л. Б. Рао
- Дуилио Колетти
- Митико Танака
- Герард Бухгольц
- Вилли Хаас
- Герхард Лампрехт
- Леопольд Райтемайстер

## Конкурсная программа
- Время любить и время умирать, режиссёр Дуглас Сирк
- Анна из Бруклина, режиссёр Карло Ластрикати и Витторио Де Сика
- Каирский вокзал, режиссёр Юсеф Шахин
- Соблазнительница и Монах, режиссёр Эйсукэ Такидзава
- 10 мая, режиссёр Франц Шнайдер
- Два глаза, двенадцать рук, режиссёр Раджарам Ванкудре Шантарам
- Это случилось при свете дня, режиссёр Ладислао Вайда
- Девочки хотят, режиссёр Габриэль Аксель
- Трудный путь в Александрию, режиссёр Дж. Ли Томпсон
- Повесть о чистой любви, режиссёр Тадаси Имаи
- Закон есть закон, режиссёр Кристиан-Жак
- Странные боги, режиссёр Роман Виньоли Баррето
- Мириам, режиссёр Уильям Маркус
- День покаяния, режиссёр Роберто Гавальдон
- Девушки в униформе, режиссёр Геза фон Радваньи
- Oi paranomoi, режиссёр Никос Кундурос
- Вечеринка в аду, режиссёр Самуэль Хачикян
- Земляничная поляна, режиссёр Ингмар Бергман
- Не склонившие головы, режиссёр Стэнли Крамер
- Том Дули, режиссёр Зигмунт Сулистровски
- Любовное свидание, режиссёр Эмилио Фернандес
- Ut av mørket, режиссёр Alex Brinchmann и Арилд Бринхманн
- Дикий ветер, режиссёр Джордж Кьюкор
- Семейное приключение, режиссёр Рафаэль Хиль

## Награды
- Золотой медведь:
  - Земляничная поляна, режиссёр Ингмар Бергман
- Серебряный Медведь:
  - Повесть о чистой любви, режиссёр Тадаси Имаи
- Серебряный Медведь за лучшую мужскую роль:
  - Сидни Пуатье — Не склонившие головы
- Серебряный Медведь за лучшую женскую роль:
  - Анна Маньяни — Дикий ветер
- Серебряный Медведь за лучшую режиссерскую работу:
  - Тадаси Имаи — Повесть о чистой любви
- Серебряный Медведь — специальный приз за лучший короткометражный документальный фильм или фильм о культуре
  - Стекло, режиссёр Берт Ханстра
  - Кониген в женской империи
- Серебряный Медведь за лучший полнометражный документальный фильм или фильм о культуре:
  - Traumstraße der Welt
- Серебряный Медведь — специальный приз
  - Два глаза, двенадцать рук
- Приз Сенатора за лучший общеобразовательный фильм:
  - Ущелье дьявола
- Приз международной ассоциации кинокритиков (ФИПРЕССИ):
  - Земляничная поляна
  - Трудный путь в Александрию
- Приз ФИПРЕССИ — особый взгляд:
  - Ягуар
- Приз Международной Католической организации в области кино (OCIC):
  - Два глаза, двенадцать рук